# 昭和薬科大学
昭和薬科大学（しょうわやっかだいがく、英語: Showa Pharmaceutical University）は、東京都町田市にある私立大学。略称は昭薬、昭薬大。

## 概要

### 大学全体
1930年（昭和5年）東京府荏原郡目黒町（現・東京都目黒区）に設立された昭和女子薬学専門学校（旧制薬学専門学校）を起源とする薬科大学である。
旧制医学専門学校を起源とする昭和医科大学、また、旧制女子専門学校を起源とする昭和女子大学とは別法人の運営である。

### 建学の精神
『 独立と融和 』
困難に立ち向かう独立不羈の精神と、融和の心を大切にしてきた校風を象徴している。

## 沿革
- 1930年（昭和5年）- 昭和女子薬学専門学校設立。
- 1945年（昭和20年）- 戦災で目黒校舎が焼失、陸軍衛生材料本廠舎跡（現・世田谷区弦巻）に移転。
- 1949年（昭和24年）- 新制大学として昭和女子薬科大学設立。
- 1950年（昭和25年）- 昭和薬科大学と改称、男女共学化となる。
- 1965年（昭和40年）- 長野県白樺湖畔に諏訪校舎（合宿教育施設）を設置、生物薬学科を増設。
- 1969年（昭和44年）- 大学院薬学研究科修士課程を設置。
- 1974年（昭和49年）- 沖縄県浦添市に昭和薬科大学附属高等学校を設置。
- 1986年（昭和61年）- 昭和薬科大学附属高等学校に中学校を併設。
- 1989年（平成元年）- 諏訪校舎廃止。
- 1990年（平成2年）- 現在地に移転。
- 1991年（平成3年）- 大学院薬学研究科博士課程を設置。
- 1998年（平成10年）- 大学院薬学研究科修士課程に医療薬学専攻を併設。
- 2006年（平成18年）- 学校教育法等の改正に基づき、6年制に移行。
- 2010年（平成22年）- 学部4年制を基礎とする大学院薬学研究科修士課程薬科学専攻を設置。
- 2012年（平成24年）- 6年制薬学部を基礎とする大学院薬学研究科博士課程薬学専攻を設置。

## 基礎データ

### 所在地
- 東京都町田市東玉川学園三丁目2番1号

### 交通アクセス
- 小田急小田原線玉川学園前駅南口から徒歩約15分[1]。
- 小田急バス玉川学園コミュニティバス東ルート「昭和薬科大学」下車すぐ[1]。
- 神奈川中央交通「昭和薬科大学」下車すぐ[1]。
- 神奈川中央交通「三ツ又」下車、徒歩10分[1]。

## 教育および研究

### 学部
- 薬学部
  - 薬学科

### 大学院
- 薬学研究科
  - 修士課程
    - 薬科学専攻

  - 博士課程
    - 薬学専攻

修士課程薬科学専攻は学部4年制卒業者に対して広く門戸を開いている。6年制卒業後の大学院は博士課程のみとなる。

### 研究

#### 私立大学学術研究高度化推進事業
- ハイテク・リサーチ・センター整備事業
  - 大学院薬学研究科「動脈硬化性疾患の分子病態解析と創薬基盤研究」

## 他大学との協定
- 玉川大学 - 教育学術協定（2000年）
- ポカラ大学 - 学術交流に関する協定（2001年）
- 聖マリアンナ医科大学 - 教育・研究の交流に関する協定（2003年）
- 南カリフォルニア大学薬学部 - 学術協定（2005年）

## 附属学校
- 昭和薬科大学附属高等学校・中学校

## 第三者評価
- 2010年（平成22年） - 大学基準協会による機関別認証評価の認定をうける[2]